# Osulf I. von Bamburgh
Osulf (fl. 946–954) war High-Reeve von Bamburgh und Regent von Northumbria. Manchmal Earl genannt, ist er eher der erste amtierende High-Reeve von Bamburgh und der Mann, der, nachdem er am Tod seines letzten unabhängigen Machthabers Erik Blutaxt mitgewirkt hatte, das im Königreich Jórvík zentrierte Northumbria verwaltete, als es 954 vom in Wessex beheimateten König Eadred übernommen wurde.

## Herkunft
Osulf taucht mindestens fünfmal in Zeugenlisten für Urkunden auf, von denen einige echt sein könnten, und zwar in den Jahren 946, 949 und 950. In den Jahren 946 und 949 wird in den Urkunden als High Reeve bezeichnet. Im Jahr 949 bezeugte er eine Verleihung an die Evesham Abbey sowie eine von König Eadred an die Kathedrale von Canterbury als dux. Und im Jahr 950 soll ein „Osulf Bebbanburg“ Zeuge als Earl gewesen sein.
Er ist der erste, der speziell als High-Reeve von Bamburgh bezeichnet wird. Das Wort High-Reeve, Altenglisch heah-gerefa, ist nach Alfred Smyth beeinflusst vom schottischen Wort Mormaer, das vermutlich die gleiche Bedeutung hat (High Steward). Nach dem North People’s Law war ein High-Reeve nicht das gleiche wie ein Ealdorman (dux), da er nur halb so viel Wergeld wert war.
Osulfs Herkunft ist unklar. Eine Genealogie im Text De Northumbria post Britannos, die die Herkunft von Waltheof von Northampton aufzeichnet, schlägt vor, dass Osulf der Sohn von Eadwulf II. war, den „König der nördlichen Engländer“, der 913 starb. Richard Fletcher und David Rollason dachten, dass er der Osulf sein könnte, der Urkunden weiter südlich in den 930er Jahren bezeugte, was, sofern richtig, Osulfs aktive Zeit bis auf 934 zurück verlängern würde.

## Erik Blutaxt und die Herrschaft über ganz Northumbria
Obwohl Eadulf und Ealdred Northumbria regiert zu haben scheinen, wurde in den Jahren bis 954 das Königreich von den Skandinaviern Olaf Cuaran (Amlaíb Cuarán) und Erik Bloodaxt kontrolliert. Nach Roger von Wendovers Flores historiarum (frühes 13. Jahrhundert) war Osulf mit einem gewissen Maccus für die Verschwörung verantwortlich, die zum Verrat an und Tod von Erik Blutaxt führte, "an einem gewissen einsamen Ort namens Stainmore".
Danach soll Osulf die Kontrolle über ganz Northumbria übernommen haben. Obwohl dieser Teil des Flores historiarum erst Jahrhunderte später zusammengestellt wurde und einige offensichtliche Anachronismen enthält, scheint Roger von Wendover bestimmte ältere Quellen verwendet zu haben, die nicht mehr existieren und der Geschichte Glaubwürdigkeit verleihen. Die Angelsächsische Chronik nennt Eadred als neuen Regenten von Northumbria nach der Vertreibung Eriks:
Her Norðhymbre fordrifon Yric, 7 Eadred feng to Norðhymbra rice
In diesem jahr vertrieben die Northumbrer Eric und Eadred folgte im Reich Northumbria".
 Dies ist der Grund, warum Richard Fletcher der Meinung ist, dass Osulf auf Eadreds Betreiben hin gearbeitet hat und dass ein dankbarer Eadred Osulf zum Herrscher des gesamten nordumbrischen Unterreichs ernannt hat.

Wie auch immer er dort hinkam, es war mit Eadreds Einverständnis und Oberhoheit, zumindest nach den bekannten Quellen. De primo Saxonum adventu fast den Status wie folgt zusammen:
Primus comitum post Eiricum, quem ultimum regem habuerunt Northymbrenses, Osulf provincias omnes Northanhymbrorum sub Edrido rege procuravit.
 Erster der Grafen nach Erik, dem letzten König, den die Northumbrer hatten, verwaltete Osulf unter König Eadred alle Provinzen der Northumbrer.
Ähnliche Gefühle wurden in der verwandten Historia Regum zum Ausdruck gebracht: „Hier endeten die Könige der Northumbrerund fortan wurden die Provinzen von Grafen verwaltet.“ Eadreds Übernahme und Osulfs Herrschaft sind somit der Beginn einer permanenten westsächsischen Kontrolle des Nordens. Der Historiker Alex Woolf argumentierte, dass diese Übernahme eine Personalunion ähnlich der englisch-schottischen Union von 1603 war.

## Tod und Vermächtnis
Über Osulfs Regierungszeit ist sonst wenig bekannt. Die „Chronik der Könige von Alba“ sagt, dass in der Zeit von Indulf (König der Schotten von 954 bis 962) Edinburgh den Schotten überlassen wurde, wobei nichts gesagt wird über eine Beteiligung von Northumbrern oder Osulf.
Das Datum von Osulfs Tod ist nicht bekannt. Er war wahrscheinlich vor 963 gestorben, da dies das Datum ist, an dem Oslac zum ersten Mal als Ealdorman in York auftritt. Es ist unklar, ob Oslac mit Osulf verwandt war. Gemäß dem De primo Saxonum adventu wurde Northumbria nach dem Tod von Osulf in zwei Teile geteilt. De Northumbria post Britannos sagt, dass Osulf einen Sohn namens Ealdred hatte, der Vater von Waltheof von Bamburgh (fl. 994), der wiederum der Vater von Uhtred war.